# Radiovittaria
Radiovittaria, biljni rod iz porodice bujadovki (Pteridaceae) rasprostranjen po tropskoj Americi. Pripadaju mu 10 priznatih vrsta
Rod je smješten u potporodicu Vittarioideae.

## Vrste
1. Radiovittaria andina A. Rojas
2. Radiovittaria gardneriana (Fée) E. H. Crane
3. Radiovittaria karsteniana (Mett.) A. Rojas
4. Radiovittaria latifolia (Benedict) E. H. Crane
5. Radiovittaria minima (Baker) E. H. Crane
6. Radiovittaria moritziana (Mett.) E. H. Crane
7. Radiovittaria remota (Fée) E. H. Crane
8. Radiovittaria ruiziana (Fée) E. H. Crane
9. Radiovittaria salvo-tierrana A. Rojas
10. Radiovittaria stipitata (Kunze) E. H. Crane

## Sinonimi
- Vittaria subgen.Radiovittaria Benedict